# Saison 1 d'Arrow
Chronologie
Saison 2
Cet article présente les vingt-trois épisodes de la première saison de la série télévisée américaine Arrow.

## Synopsis
Après un violent naufrage, le milliardaire Oliver Queen, playboy, porté disparu et présumé mort depuis cinq ans, est découvert vivant sur une île isolée dans le Pacifique. Quand il rentre chez lui, à Starling City, sa mère dévouée Moira, sa sœur bien-aimée Théa et son meilleur ami Tommy l'accueillent chez lui, mais ils sentent qu'Oliver a changé. Alors qu'Oliver cache la vérité sur l'homme qu'il est devenu, il cherche désespérément à faire amende honorable pour les actions passées de son père et tente de se réconcilier avec son ex-petite amie, Laurel Lance.
Il décide alors de s'habiller en archer et traquer les hommes d'affaires malhonnêtes pour réparer les torts de sa famille, lutter contre les maux de la société et redonner à la ville de Starling son ancienne gloire. En tant qu'héritier de la multinationale Queen Consolidated, Oliver joue également le rôle d'un coureur de jupons riche, insouciant et négligeant afin de cacher son identité secrète. Cependant, le père de Laurel, l'inspecteur Quentin Lance, est déterminé à arrêter le justicier dans sa ville. Pour l'aider, Oliver peut compter sur Felicity, une informaticienne, et John Diggle, un ancien militaire.

## Distribution

### Acteurs principaux
- Stephen Amell (VF : Sylvain Agaësse) : Oliver Queen / "Le Justicier", "L'homme à la capuche", "L'Archer"
- Katie Cassidy (VF : Anne Tilloy) : Dinah "Laurel" Lance
- Colin Donnell (VF : Olivier Chauvel) : Tommy Merlyn
- David Ramsey (VF : Namakan Koné) : John Diggle
- Willa Holland (VF : Kelly Marot) : Thea Queen
- Susanna Thompson (VF : Catherine Le Hénan) : Moira Queen
- Paul Blackthorne (VF : Loïc Houdré) : l'inspecteur Quentin Lance

### Acteurs récurrents
- Emily Bett Rickards (VF : Aurore Bonjour) : Felicity Smoak (17 épisodes)
- John Barrowman (VF : Pierre-François Pistorio) : Malcolm Merlyn / Dark Archer (13 épisodes)
- Byron Mann (VF : Rémi Bichet) : Yao Fei Gulong (11 épisodes)
- Colin Salmon (VF : Jean-Louis Faure) : Walter Steele (10 épisodes)
- Manu Bennett (VF : David Kruger) : Slade Wilson / Deathstroke (10 épisodes)
- Sebastian Dunn (VF : Xavier Béja) : Edward Fyers (10 épisodes)
- Roger R. Cross (VF : Gilles Morvan) : l'inspecteur Lucas Hilton (9 épisodes)
- Celina Jade (VF : Geneviève Doang) : Shado Gulong (6 épisodes)
- Colton Haynes (VF : Fabrice Fara) : Roy Harper (6 épisodes)
- Annie Ilonzeh (VF : Sophie Riffont) : Joanna De La Vega (5 épisodes)
- Kelly Hu (VF : Ivana Coppola) : Chien Na Wei / China White (5 épisodes)
- Lee Vincent (VF : Tugdual Rio) : Kelton  (5 épisodes)
- Jeffrey Robinson (VF : Guillaume Orsat) : Billy Wintergreen / Deathstroke (5 épisodes)
- Christie Laing (VF : Ingrid Donnadieu) : Carly Diggle (4 épisodes)
- Janina Gavankar (VF : Alexandra Garijo) : McKenna Hall (4 épisodes)
- Chin Han (VF : William Coryn) : Frank Chen (4 épisodes)

### Invités
- Jamey Sheridan (VF : Philippe Catoire) : Robert Queen (épisodes 1, 2, 6 et 21)
- Brian Markinson (VF : Thierry Kazazian) : Adam Hunt (épisodes 1 et 9)
- Jacqueline MacInnes Wood (VF : Ingrid Donnadieu) : Sara Lance (épisode 1)
- Darren Shahlavi : Constantine Drakon (épisode 1)
- Kathleen Gati : Raisa (épisode 1)
- Hiro Kanagawa : Dr Neil Lamb (épisodes 1 et 7)
- Laci J Mailey : Margo (épisode 1)
- Mi-Jung Lee (VF : Anne Massoteau) : la journaliste (épisodes 1, 4 et 19)
- Ty Olsson (VF : Guillaume Orsat) : Martin Somers (épisode 2)
- Emma Bell : Emily Nocenti (épisode 2)
- Michael Rowe (VF : François Tavares) : Floyd Lawton / Deadshot (épisodes 3, 16 et 20)
- Eugene Lipinski (VF : Igor De Savitch) : Alexi Leonov (épisodes 3 et 12)
- Tobias Slezak : James Holder (épisode 3)
- Lini Evans (VF : Anne Massoteau) : Gina (épisode 3)
- Kirby Morrow (VF : Benoît DuPac) : Matt Istook (épisode 4)
- T. J. Ramini (VF : Patrick Mancini) : Jason Brodeur (épisode 4)
- Lane Edwards (VF : Guillaume Lebon) : Peter Declan (épisode 4)
- William C. Vaughan : Rob Scott (épisode 4)
- Glenn Ennis (VF : Patrice Baudrier) : Ankov (épisode 4)
- Lesley Ewen (VF : Laura Zichy) : la juge Moss (épisodes 4 et 5)
- Valerie Tian : Morgan (épisodes 5, 11 et 17)
- Chelah Horsdal (VF : Laurence Breheret) : Kate Spencer (épisode 5)
- Eric Breker (VF : Patrice Baudrier) : Leo Mueller (épisode 5)
- Currie Graham (VF : Guy Chapellier) : Derek Reston / le Roi (épisode 6)
- Kyle Schmid (VF : Thibaut Belfodil) : Kyle Reston (épisode 6)
- Warren Christie (VF : Benoît DuPac) : Carter Bowen (épisode 6)
- Sarah-Jane Redmond : Mme Reston (épisode 6)
- Tom Stevens : Teddy Reston (épisode 6)
- Karen Holness (VF : Laura Zichy) : Jana Washington (épisode 6)
- Laura Soltis (VF : Anne Massoteau) : Janice Bowen (épisode 6)
- Jessica De Gouw (VF : Victoria Grosbois) : Helena Bertinelli / Huntress (épisodes 7, 8 et 17)
- Jeffrey Nordling (VF : Michel Dodane) : Frank Bertinelli (épisodes 7 et 8)
- Tahmoh Penikett (VF : Olivier Rodier) : Nick Salvati (épisode 7)
- David H. Lyle : Zhishan (épisodes 7 et 8)
- John Cassini (en) (VF : Tugdual Rio) : M. Russo (épisode 7)
- Ben Wilkinson (VF : Patrice Baudrier) : Paul Copani (épisode 7)
- Georgia Hacche : Dina Salvati (épisode 8)
- Alex Zahara (VF : Gilduin Tissier) : Anthony Venza (épisode 8)
- Mark Ghanimé (VF : François Delaive) : Dr Douglas Miller (épisode 9)
- Scott Lyster (VF : Nathanel Alimi) : Shane Colvin (épisode 9)
- Andrew Dunbar (VF : François Delaive) : Garfield Lynns / Firefly (épisode 10)
- Danny Nucci (VF : Nessym Guetat) : Rayne, le chef des pompiers (épisode 10)
- Michael Daingerfield (VF : Jérôme Wiggins) : Ned Foster (épisode 10)
- Freda Perry (VF : Nathalie Doudou) : Wealthy Patron (épisode 10)
- Ben Browder (VF : Gabriel Le Doze) : Ted Gaynor (épisode 11)
- Colin Lawrence : Paul Knox (épisode 11)
- Seth Gabel (VF : Alexandre Gillet) : Cecil Adams / Comte Vertigo (épisodes 12 et 19)
- Serge Houde (VF : Serge Blumenthal) : le juge Brackett (épisode 12)
- Eileen Pedde : le docteur (épisode 12)
- Patrick Sabongui (VF : Jérôme Wiggins) : le dealer / le soldat no 2 (épisodes 12 et 17)
- David Anders (VF : Emmanuel Gradi) : Cyrus Vanch (épisode 13)
- Agam Darshi : Anastasia (épisode 13)
- Ona Grauer : Viviane (épisode 13)
- Adrian Holmes (VF : Sidney Kotto) : le lieutenant Frank Pike (épisode 13, 16 et 23)
- Jarod Joseph : Alan Durand (épisode 15, 22 et 23)
- James Callis (VF : Bernard Gabay) : le Dodger (épisode 15)
- Rekha Sharma : Claire Abbott (épisode 15)
- Dean Paul Gibson (VF : Serge Blumenthal) : Cass Derenick (épisode 15)
- Richard Stroh (VF : Jérôme Wiggins) : le garde de sécurité no 1 (épisode 15)
- George Tchortov (VF : Gilduin Tissier) : Guillermo Barerra (épisode 16)
- Alex Kingston (VF : Brigitte Virtudes) : Dinah Drake Lance  (épisodes 16, 17 et 18)
- Craig March : Gus Sabatoni (épisode 17)
- Alyson Bath : Kandy Kane (épisode 17)
- Steve Aoki : lui-même (épisode 17)
- Duncan Ollerenshaw : John Nickel (épisode 18)
- Christopher Redman (VF : David van de Woestyne) : Joseph Falk / le sauveur (épisode 18)
- Peter Benson : D. B. Gavin Carnahan (épisode 18)
- Audrey Marie Anderson (VF : Anne Massoteau) : Lyla Michaels (épisodes 19 et 20)
- Darren Dolynski (VF : Yann Guillemot) : le docteur Webb (épisode 19)
- Nelson Leis : Slim (épisode 19)
- Cassandra Ebner : Veronica Sparks (épisode 19)
- Robyn Grace Westcott (VF : Jade Phan-Gia) : Maddie (épisode 19)
- J. August Richards (VF : Bertrand Liebert) : M. Blank (épisode 20)
- Al Sapienza (VF : Mathieu Buscatto) : Edward Rasmus (épisode 20)
- Paul Lazenby (VF : Guillaume Orsat) : M. Robbins (épisode 20)
- Dan Quinn : Eric Moore (épisode 20)
- Jessica Harmon : Nancy Moore (épisode 20)
- Ray Galletti (VF : Laurent Maurel) : Dominic Alonzo (épisode 21)
- Byron Noble : Harold Backman (épisode 21)
- Eric Floyd : Dr Brion Markov (épisode 22)
- Sage Brocklebank : un agent de sécurité (épisode 22)

## Production

### Développement
Le 22 octobre 2012, la CW a commandé 9 épisodes supplémentaires, à la suite des bonnes audiences, ce qui porte le total d'épisodes à 22. Le 28 novembre 2012, un épisode supplémentaire a été commandé.

### Casting
Les acteurs Emily Bett Rickards, Michael Rowe, Byron Mann, John Barrowman, Kelly Hu, Jessica De Gouw, Manu Bennett, Jeffrey Nordling, Janina Gavankar, Colton Haynes, Alex Kingston et Chin Han ont obtenu un rôle récurrent lors de la saison.
Les acteurs Currie Graham, Kyle Schmid, Tahmoh Penikett, Andrew Dunbar, Ben Browder, Seth Gabel, James Callis et Steve Aoki ont obtenu un rôle le temps d'un épisode.

### Diffusions
- Aux États-Unis, la saison a été diffusée du 10 octobre 2012 au 15 mai 2013 sur The CW ;
- Au Canada, elle était initialement prévue pour être diffusée en simultané sur CTV Two mais la chaîne a choisi de la diffuser dans une autre case horaire. À la suite des audiences satisfaisantes sur le réseau CTV, celui-ci décide de la conserver les mercredis à 19 h[22]. Elle est rediffusée sur MuchMusic.

La diffusion francophone s'est déroulée ainsi :
Au Québec, la saison a été diffusée du 19 août 2013 au 3 février 2014 sur Ztélé ;
En Belgique, du 1er septembre 2013 au 10 novembre 2013 sur La Deux ;
En Suisse, du 1er décembre 2013 au 2 mars 2014 sur RTS Un ;
En France, du 27 décembre 2013 au 7 mars 2014 sur Canal+ Family et du 8 octobre 2014 au 11 décembre 2014 sur TF1.

## Liste des épisodes
Note : Lors de la diffusion dans les pays francophones, les titres d'épisodes ne sont parfois pas les mêmes. Les premiers titres indiqués correspondent à ceux utilisés dans le pays de première diffusion en français, les autres sont indiqués en second le cas échéant.

### Épisode 1:Le Naufragé
- États-Unis /  Canada : 10 octobre 2012 sur The CW[28] / CTV Two
- Canada : 14 octobre 2012 sur CTV[29]
- Québec : 19 août 2013 sur Ztélé[30]
- Belgique : 1er septembre 2013 sur La Deux[31]
- Suisse : 1er décembre 2013 sur RTS Un[25]
- France : 
  - 27 décembre 2013 sur Canal+ Family[26]
  - 8 octobre 2014 sur TF1[27]

- États-Unis : 4,14 millions de téléspectateurs[32] (première diffusion)
- Canada : 1,1 million de téléspectateurs[29] (première diffusion sur CTV Two)
- Canada : 1,32 million de téléspectateurs[33] (diffusion de dimanche sur CTV)
- France : 3,3 millions de téléspectateurs[34](deuxième diffusion)

- Jamey Sheridan (Robert Queen)
- Jacqueline MacInnes Wood (Sarah Lance)
- Kathleen Gati (Raisa)
- Brian Markinson (Adam Hunt)

Oliver Queen est secouru par des pêcheurs, sur l'île où il est resté 5 ans, naufragé du yacht familial. Son père mort, il retrouve le reste de sa famille, sa sœur Thea et sa mère Moira. Cette dernière s'est remariée avec Walter Steele, ancien ami du père défunt. La sœur de Laurel, ex-petite amie d'Oliver, est également morte lors du naufrage.
Oliver se fait enlever avec son ami Tommy Merlyn, et les ravisseurs interrogent Oliver pour savoir ce qui s'est passé sur l'île. Oliver s'échappe, faisant croire à la police qu'un homme encapuchonné les a secourus (Tommy était inconscient et n'a rien vu).

### Épisode 2:La Promesse
- États-Unis /  Canada : 17 octobre 2012 sur The CW / CTV Two
- Québec : 26 août 2013 sur Ztélé[30]
- Belgique : 1er septembre 2013 sur La Deux[31]
- Suisse : 1er décembre 2013 sur RTS Un[25]
- France : 
  - 27 décembre 2013 sur Canal+ Family
  - 8 octobre 2014 sur TF1

- États-Unis : 3,55 millions de téléspectateurs[35] (première diffusion)
- Canada : 1 million de téléspectateurs[36] (première diffusion)
- France : 2,4 millions de téléspectateurs[34](deuxième diffusion)

- Ty Olsson (Martin Somers)
- Emma Bell (Emily Nocenti)

Oliver Queen a une nouvelle cible : le propriétaire des docks fait marché avec les Triades chinoises pour passer de la drogue. Mais Laurel est impliquée dans l'affaire.
- China White est un personnage du comics Green Arrow : La Genèse[37],[38], écrit par Andy Diggle et illustré par Jock.
- Nocenti fait référence à Ann Nocenti, une scénariste de bande dessinée écrivant actuellement les comics Green Arrow.

### Épisode 3:Tireurs solitaires
- États-Unis /  Canada : 24 octobre 2012 sur The CW / CTV[36]
- Belgique : 1er septembre 2013 sur La Deux[31]
- Québec : 2 septembre 2013 sur Ztélé[30]
- Suisse : 8 décembre 2013 sur RTS Un
- France : 
  - 27 décembre 2013 sur Canal+ Family
  - 9 octobre 2014 sur TF1

- États-Unis : 3,51 millions de téléspectateurs[39] (première diffusion)
- Canada : 1,77 million de téléspectateurs[40] (première diffusion)
- France : 1,7 million de téléspectateurs[34](deuxième diffusion)

- Michael Rowe (Deadshot)
- Eugene Lipinski (Alexis Leonov)
- Tobias Slezak (James Holder)

- Le personnage de Felicity Smoak est issu du comics consacré au justicier Firestorm, qui est totalement l'opposé de ce qu'il est possible de voir dans la série.
- La terre de Markovia a été mentionnée. C'est la maison de Brion Markov et de Tara Markov, plus connu comme Geo-Force (en) des Outsiders et Terra des Teen Titans de l'Univers DC.
- Big Belly Burger est une chaîne établie à partir du DCU, sa première apparition date de 1988 dans le numéro 441 des Aventures de Superman édité par DC Comics.
- Il y a aussi une référence à Corto Maltese (localisation géographique du DCU), qui était une localisation aussi bien mentionné dans le film de Batman de 1989 que dans l'épisode Le Duel de Smallville.
- Seconde incarnation en live du super vilain Deadshot. Une première interprétation du personnage avait été faite dans Smallville par l'acteur Bradley Stryker.

### Épisode 4:Un homme innocent
- États-Unis /  Canada : 31 octobre 2012 sur The CW / CTV[36]
- Belgique : 8 septembre 2013 sur La Deux[31]
- Québec : 9 septembre 2013 sur Ztélé[30]
- Suisse : 8 décembre 2013 sur RTS Un
- France : 
  - 3 janvier 2014 sur Canal+ Family
  - 15 octobre 2014 sur TF1

- États-Unis : 3,05 millions de téléspectateurs[41] (première diffusion)
- Canada : 1,68 million de téléspectateurs[42] (première diffusion)
- France : 2,8 millions de téléspectateurs[34](deuxième diffusion)

- T.J. Ramini (Jason Brodeur)
- Lane Edwards (Peter Declan)
- Kirby Morrow (Matt Istook)
- William C. Vaughan (Rob Scott)

- Le frère de John Diggle qui a été tué par Floyd Lawton, alias Deadshot, s'appelait Andy. Andy Diggle était le scénariste de Green Arrow: La Genèse[37], qui s'occupera bientôt comme scénariste d'un numéro de Action Comics mettant en scène Superman pour DC.
- Initialement, le titre de cet épisode devait être Salvage.[réf. souhaitée]

### Épisode 5:Le Second Archer
- Canada : 6 novembre 2012 sur CTV
- États-Unis : 7 novembre 2012 sur The CW
- Belgique : 8 septembre 2013 sur La Deux[31]
- Québec : 16 septembre 2013 sur Ztélé[30]
- Suisse : 15 décembre 2013 sur RTS Un
- France : 
  - 3 janvier 2014 sur Canal+ Family
  - 15 octobre 2014 sur TF1

- États-Unis : 3,75 millions de téléspectateurs[43] (première diffusion)
- Canada : 1,61 million de téléspectateurs[44] (première diffusion)
- France : 2 millions de téléspectateurs[34](deuxième diffusion)

- Eric Breker (Leo Mueller)
- Chelah Horsdal (Kate Spencer)

- La mention des bas résille fait référence au costume de Black Canary (Alter-ego de Dinah Lance).
- Dans les comics, la mère de Dinah Laurel Lance était la Black Canary originale.
- La Spencer présente dans l'épisode n'a aucun rapport avec la Kate Spencer personnage de DC Comics aussi connu comme Manhunter. Parmi les actrices qui ont été auditionnées pour le rôle, figurait Ashley Scott, qui a joué Huntress dans Les Anges de la nuit.[réf. souhaitée]

### Épisode 6:Héritages
- États-Unis /  Canada : 14 novembre 2012 sur The CW / CTV
- Belgique : 15 septembre 2013 sur La Deux[31]
- Québec : 23 septembre 2013 sur Ztélé[30]
- Suisse : 15 décembre 2013 sur RTS Un
- France : 
  - 10 janvier 2014 sur Canal+ Family
  - 16 octobre 2014 sur TF1

- États-Unis : 3,83 millions de téléspectateurs[45] (première diffusion)
- Canada : 1,35 million de téléspectateurs[46] (première diffusion)
- France : 1,6 million de téléspectateurs[34](deuxième diffusion)

- Jamey Sheridan (Robert Queen)
- Currie Graham (Derek Reston / le Roi)
- Kyle Schmid (Kyle Reston)
- Warren Christie (Carter Bowen)
- Sarah-Jane Redmond (Mme Reston)
- Tom Stevens (le fils cadet Reston)
- Annie Ilonzeh : Joanna de la Vega

- Des références à Keystone City (en) (ville de Flash) et Coast City (en) (ville natale du 3e Green Lantern / Hal Jordan).
- Broome's qui est le nom d'un restaurant dans la série fait sûrement une référence à John Broome, un scénariste prolifique de l'âge d'argent de DC Comics.[réf. nécessaire]
- Laurel parle de Stagg Industries. Sans doute une référence à l'entreprise de l'Univers DC Stagg Entreprises qui appartient à Simon Stagg (en), un homme d'affaires.[réf. nécessaire]
- Ni Paul Blackthorne (Quentin Lance), ni Colin Salmon (Walter Steele) n'apparaissent dans cet épisode.
- Le gang des braqueurs est inspiré du groupe de super vilains, Le Flush Royal issu de la bd.

### Épisode 7:Communion d'âmes
- États-Unis /  Canada : 28 novembre 2012 sur The CW / CTV
- Belgique : 15 septembre 2013 sur La Deux[31]
- Québec : 30 septembre 2013 sur Ztélé[30]
- Suisse : 22 décembre 2013 sur RTS Un
- France : 
  - 10 janvier 2014 sur Canal+ Family
  - 22 octobre 2014 sur TF1

- États-Unis : 3,74 millions de téléspectateurs[47] (première diffusion)
- Canada : 1,41 million de téléspectateurs[48] (première diffusion)
- France : 2,2 millions de téléspectateurs[49](deuxième diffusion)

- Tahmoh Penikett (Tom Salvati)
- John Cassini (en) (M. Russo)
- Jessica De Gouw (Helena Bertinelli)
- Jeffrey Nordling (Frank Bertinelli)

- Cet épisode révèle que l'homme bien habillé est vraiment le père de Tommy Merlyn.
- Le coscénariste Geoff Johns est celui qui a relancé ces dernières années, le personnage Green Lantern / Hal Jordan et Barry Allen de Flash dans notamment Blackest Night. Et a écrit des scénarios dans Smallville pour les épisodes Légion, L'Étoffe des héros (partie 1 et 2), et Booster Gold.

### Épisode 8:Vendetta
- États-Unis /  Canada : 5 décembre 2012 sur The CW / CTV
- Belgique : 22 septembre 2013 sur La Deux[31]
- Québec : 7 octobre 2013 sur Ztélé[30]
- Suisse : 22 décembre 2013 sur RTS Un
- France : 
  - 17 janvier 2014 sur Canal+ Family
  - 23 octobre 2014 sur TF1

- États-Unis : 3,35 millions de téléspectateurs[50] (première diffusion)
- Canada : 1,28 million de téléspectateurs[51] (première diffusion)
- France : 1,7 million de téléspectateurs[49](deuxième diffusion)

### Épisode 9:Pas de trêve pendant Noël
- États-Unis /  Canada : 12 décembre 2012 sur The CW / CTV
- Belgique : 22 septembre 2013 sur La Deux[31]
- Québec : 14 octobre 2013 sur Ztélé[30]
- Suisse : 29 décembre 2013 sur RTS Un
- France : 
  - 17 janvier 2014 sur Canal+ Family
  - 29 octobre 2014 sur TF1

- États-Unis : 3,11 millions de téléspectateurs[52] (première diffusion)
- Canada : 1,47 million de téléspectateurs[53] (première diffusion)
- France : 2,05 millions de téléspectateurs[54](deuxième diffusion)

- Brian Markinson (Adam Hunt)

- Quand l'inspecteur Lance donne l'indication au niveau du conduit d'évacuation de la rue O'Neil and Adams, cela fait référence à Denny O'Neil et Neal Adams, tous deux scénaristes responsables de la modernisation des comics Green Arrow et Green Lantern dans les années 70.
- C'est la première fois que le nom Green Arrow est entendu dans la série (en V. O.).

### Épisode 10:Brûlures
- États-Unis /  Canada : 16 janvier 2013 sur The CW / CTV
- Belgique : 29 septembre 2013 sur La Deux[31]
- Québec : 21 octobre 2013 sur Ztélé[30]
- Suisse : 29 décembre 2013 sur RTS Un
- France : 
  - 24 janvier 2014 sur Canal+ Family
  - 30 octobre 2014 sur TF1

- États-Unis : 3,06 millions de téléspectateurs[55] (première diffusion)
- Canada : 1,54 million de téléspectateurs[56] (première diffusion)
- France : 1,36 million de téléspectateurs[54](deuxième diffusion)

- Andrew Dunbar (Garfield Lynns / Firefly)
- Michael Daingerfield (Ned Foster)
- Danny Nucci (le chef des pompiers)

- Firefly est un ennemi plus connu pour ses apparitions dans les comics de Batman.
- Michael Daingerfield est apparu dans la dernière saison de Smallville. Dans cet épisode, il joue le rôle de Ned Foster.

### Épisode 11:Confiance et Trahison
- États-Unis /  Canada : 23 janvier 2013 sur The CW / CTV
- Belgique : 29 septembre 2013 sur La Deux[31]
- Québec : 28 octobre 2013 sur Ztélé[30]
- Suisse : 5 janvier 2014 sur RTS Un
- France : 
  - 24 janvier 2014 sur Canal+ Family
  - 5 novembre 2014 sur TF1

- États-Unis : 3,14 millions de téléspectateurs[57] (première diffusion)
- Canada : 1,56 million de téléspectateurs[58] (première diffusion)
- France : 2,06 millions de téléspectateurs[59](deuxième diffusion)

- Christie Laing (Carly Diggle)
- Colin Lawrence (Paul Knox)
- Ben Browder (Ted Gaynor)

- Le personnage Ted Gaynor était un membre de courte durée de l'Escouade Blackhawk dans le comic Blackhawk courant 1984. Sa première apparition était dans le numéro #266 de Blackhawk.
- Malcom Merlyn parle du nom du chiot de Tommy qui s'appelait, Arthur King, qui était également le comic original de l'alter-ego de Merlyn l'Archer Sombre.

### Épisode 12:Vertigo
- États-Unis /  Canada : 30 janvier 2013 sur The CW / CTV
- Belgique : 6 octobre 2013 sur La Deux[31]
- Québec : 4 novembre 2013 sur Ztélé[30]
- Suisse : 5 janvier 2014 sur RTS Un
- France : 
  - 31 janvier 2014 sur Canal+ Family
  - 6 novembre 2014 sur TF1

- États-Unis : 2,97 millions de téléspectateurs[60] (première diffusion)
- Canada : 1,44 million de téléspectateurs[61] (première diffusion)
- France : 1,43 million de téléspectateurs[59](deuxième diffusion)

- Serge Houde (le juge Brackett)
- Eugene Lipinski (Alexi Leonov)
- Eileen Pedde (le docteur)
- Seth Gabel (le Comte Vertigo)

L'audience du procès de Thea commence et le juge veut faire de la jeune femme un exemple. Oliver est donc décidé à retrouver le producteur de Vertigo, un dealer mystérieux qui se fait appeler le Comte. Il utilise donc les services de McKenna Hall, une ex-petite amie devenue policière, ainsi que ses contacts de la mafia russe pour qu'ils acceptent d'organiser un rendez-vous, mais Oliver est forcé de tuer un voyou pour que les Russes obtempèrent. Diggle désapprouve, mais Oliver révèle avoir utilisé une technique pour feindre la mort du voyou.
Lors de la rencontre avec le Comte, la police surgit, mais le Comte parvient à fuir non sans inoculer sa drogue à Oliver. La substance provoque une intense douleur dont Oliver parvient à se libérer grâce à Diggle et les herbes de l'île. Sur pied mais encore faible, il demande à Felicity d'analyser la drogue pendant qu'il tente de trouver un moyen d'éviter la prison à Thea. Elle peut être mise sous la tutelle de Laurel mais elle refuse et préfère la prison pour se venger des mensonges de sa mère.
Felicity localise le repère du Comte et Oliver se prépare, mais Diggle le force à renoncer parce qu'il n'est pas encore capable de manier correctement son arc. Oliver y va quand même sans son arc et parvient à capturer le Comte et lui injecter une grande dose de sa propre drogue avant de le livrer au détective Lance. Thea accepte finalement la mise sous tutelle et devra travailler aux côtés de Laurel. Plus tard, Felicity approche Oliver et lui révèle que Walter savait pour la liste, qu'il tenait de sa mère.
- Seth Gabel et Eugene Lipinski sont apparus dans Fringe, une série qui a eu Andrew Kreisberg comme scénariste.
- Le comte Vertigo (Count Vertigo (en)) est un vilain du comics de Green Arrow.
- Le deuxième prénom de Thea est Dearden. Il s'agit d'une autre référence au personnage de Speedy, puisque Mia Dearden est le deuxième Speedy dans les comics.

### Épisode 13:Trahison
- États-Unis /  Canada : 6 février 2013 sur The CW / CTV
- Belgique : 6 octobre 2013 sur La Deux[31]
- Québec : 11 novembre 2013 sur Ztélé
- Suisse : 12 janvier 2014 sur RTS Un
- France : 
  - 31 janvier 2014 sur Canal+ Family
  - 12 novembre 2014 sur TF1

- États-Unis : 2,96 millions de téléspectateurs[62] (première diffusion)
- Canada : 1,32 million de téléspectateurs[63] (première diffusion)
- France : 1,95 million de téléspectateurs[64](deuxième diffusion)

- David Anders (Cyrus Vanch)
- Agam Darshi (Anastasia)
- Ona Grauer (Viviane)
- Adrian Holmes (Frank)

Un malfrat très dangereux, Cyrus Vanch, est libéré de prison faute de preuves. À peine sorti, il tue son avocat et envisage de prendre la place de la famille Bertinelli, mais avant, il veut marquer le coup en faisant tomber le justicier. Le détective Lance veut aussi capturer le justicier et lui tend un piège quand Laurel le contacte pour parler de Vanch. Oliver parvient à s'enfuir, laissant Laurel furieuse contre son père. Quand Tommy apprend que Laurel travaillait en secret avec le justicier, il est lui aussi déçu.
Pendant ce temps, Diggle essaie de comprendre pourquoi la mère d'Oliver avait connaissance de la liste et veut l'espionner, mais Oliver refuse d'envisager que sa mère soit impliquée dans une affaire criminelle. Diggle surprend cependant une conversation entre elle et Malcolm Merlyn, où elle dit savoir que le bateau du père d'Oliver était saboté. Oliver est blessé, mais il doit reprendre le costume : Vanch a capturé Laurel pour attirer le justicier et le détective Lance réclame son aide. À eux deux, ils parviennent à libérer Laurel et capturer Vanch. Plus tard, Oliver éloigne Laurel de sa quête de justice avant de rendre visite à sa mère, sous le déguisement du justicier.

- Ona Grauer, qui joue le rôle de Viviane, est apparu comme le docteur de Lex Luthor dans le premier épisode Renaissance de la quatrième saison de Smallville.
- Un titre de journal se réfère à Wolfman et Perez. C'est une référence aux deux créateurs de Slade Wilson, alias Deathstroke.
- Avec cet épisode, Guy Bee est le premier réalisateur à faire deux épisodes.

### Épisode 14:L'Odyssée
- États-Unis /  Canada : 13 février 2013 sur The CW / CTV
- Belgique : 13 octobre 2013 sur La Deux[31]
- Québec : 18 novembre 2013 sur Ztélé
- Suisse : 12 janvier 2014 sur RTS Un
- France : 
  - 7 février 2014 sur Canal+ Family
  - 13 novembre 2014 sur TF1

- États-Unis : 3,29 millions de téléspectateurs[65] (première diffusion)
- Canada : 1,42 million de téléspectateurs[66] (première diffusion)
- France : 1,30 million de téléspectateurs[64](deuxième diffusion)

- Celina Jade (Shado)

Oliver vient menacer sa propre mère sous son costume de justicier, mais elle parvient à lui faire baisser sa garde et lui tirer dessus. Blessé, il se réfugie dans la voiture de Felicity, qui l'amène aussitôt auprès de Diggle dans le repère. Diggle retire la balle et l'opère, mais pendant la période où Oliver est inconscient, celui-ci se souvient de son opération avec Slade Wilson sur l'île. Ce dernier a pris la suite de Yao Fei pour entrainer Oliver afin d'être prêt pour leur évasion, mais il possède un caractère bien plus dur. Le militaire australien parle à Oliver de l'homme masqué qui travaille pour Fyers, et lui confie qu'il était son ami et frère d'armes avant qu'il ne le trahisse pour l'argent.
Le plan conçu par Wilson consiste à infiltrer l'aérodrome, et Oliver doit neutraliser l'homme à la radio dans la tour de garde. L'infiltration débute sans encombre mais Oliver ne parvient pas à assommer le militaire, et Wilson le tue. L'avion nécessite un code, qu'Oliver reconnait comme étant une citation de L'Odyssée d'Homère. L'avion arrivant, Oliver veut emmener Yao Fei et infiltre donc seul le camp. Mais Fyers le surprend et le fait capturer, avant de le livrer à l'homme masqué. Wilson apparait alors et fait diversion pour affronter lui-même son ancien ami et le tuer. Yao Fei ne peut les suivre, car sa fille est retenue en otage par Fyers, mais Wilson est confiant : Oliver se montre enfin de taille à survivre sur l'île.
- Une référence au film Seul au monde est faite lorsqu'Oliver est amusé du fait qu'il est le seul sur une île et que son seul ami s'appelle Wilson. Le héros du film précité échoué sur une île déserte, finit par prendre pour ami un ballon de volley qu'il nomme Wilson.
- Wintergreen était un associé de Slade Wilson dans les comics. William Randolph Wintergreen est apparu la première fois dans The New Teen Titans #2, le même comics qui a introduit Deathstroke.
- Slade Wilson mentionne un fils nommé Joe : Joseph Wilson est le Teen Titan nommé Jericho. Dans le comic, Slade a eu également deux autres enfants (Grant et Rose), qui ont tous les deux utilisés le pseudonyme The Ravager. (Ce sont des références à Pre-New 52 Continuity et ne peut pas être encore valide).
- Shado est un personnage clé majeur dans l'histoire de Green Arrow, The Longbow Hunters de Mike Grell.

- Colin Donnell n'apparaît pas dans cet épisode.

### Épisode 15:Le Dodger
- États-Unis /  Canada : 20 février 2013 sur The CW / CTV
- Belgique : 13 octobre 2013 sur La Deux[31]
- Québec : 25 novembre 2013 sur Ztélé
- Suisse : 19 janvier 2014 sur RTS Un
- France : 
  - 7 février 2014 sur Canal+ Family
  - 19 novembre 2014 sur TF1

- États-Unis : 3,15 millions de téléspectateurs[67] (première diffusion)
- Canada : 1,4 million de téléspectateurs[68] (première diffusion)
- France : 1,8 million de téléspectateurs[69](deuxième diffusion)

- James Callis (le Dodger)
- Jarod Joseph (Alan Durand)
- Christie Laing (Carly Diggle)
- Rekha Sharma (Claire Abbott)
- Chin Han : Frank

Oliver continue de s'occuper des noms de sa liste, même si Felicity craint qu'il n'aille parfois trop loin. Une nouvelle affaire s'ouvre pour la police : un voleur en col blanc commet ses premiers crimes à Starling City en menaçant des otages avec des colliers explosifs. Felicity commence les recherches tout en poussant Oliver et Diggle à prendre leur soirée pour des rendez-vous ; Oliver invite donc McKenna et Diggle son ex-belle-sœur, mais les deux rendez-vous sont des fiascos. En effet, quand McKenna a interrogé Oliver sur l'île, celui-ci s'est braqué car il s'est souvenu d'une mauvaise histoire : alors que Slade Wilson souffrait d'une blessure infectée, Oliver a pris le risque de retourner dans la grotte de Yao Fei pour y trouver un remède et y a découvert un homme ligoté, otage des mercenaires, mais Oliver a refusé de le libérer de crainte de tomber dans un piège. Quant à Diggle, il ne peut se résoudre à se laisser aller avec Carly, persuadé que son frère le verrait comme trahison s'il était encore en vie.
Pendant ce temps, Thea se fait voler son sac à main et recherche le brigand avec l'aide de Laurel, tandis que Moira essaie de trouver un moyen de se libérer du plan de Malcolm Merlyn. Oliver retrouve la trace du Dodger mais celui-ci parvient à s'échapper. Il tend donc un piège lors d'une soirée caritative mais Felicity se fait coincer et piéger avec un collier. Oliver part alors à sa poursuite et parvient à le capturer et libérer Felicity.
- Ce n'est pas la première apparition de l'acteur singapourien Chin Han dans un projet DC Comics en tant qu'acteur invité. Il est apparu dans le film The Dark Knight : Le Chevalier noir.
- Colton Haynes, Paul Blackthorne et Janina Gavankar ont tous joué dans la série télévisée The Gates.
- Il y a une référence qui est faite au cimetière Norris. Paul Norris était le cocréateur du personnage Roy Harper, alias Speedy, pour DC Comics.
- Roy Harper a fait partie intégrante du mythe Green Arrow à partir de la création du personnage. Initialement appelé Speedy, il a également porté les pseudonymes Arsenal et Red Arrow. Il apparaît aussi dans le dessin animé La Ligue des Justiciers : Nouvelle Génération (Young Justice).
- Une autre référence à Denny O'Neil et Neal Adams avec l'intersection d'O'Neil et Adams, connu pour le numéro ou chapitre du comics où Roy Harper est devenu accro à la drogue.

### Épisode 16:Dette de sang
- États-Unis /  Canada : 27 février 2013 sur The CW / CTV
- Belgique : 20 octobre 2013 sur La Deux[31]
- Québec : 2 décembre 2013 sur Ztélé
- Suisse : 19 janvier 2014 sur RTS Un
- France : 
  - 14 février 2014 sur Canal+ Family
  - 20 novembre 2014 sur TF1

- États-Unis : 3,17 millions de téléspectateurs[70] (première diffusion)
- Canada : 1,36 million de téléspectateurs[71] (première diffusion)
- France : 1,2 million de téléspectateurs[69](deuxième diffusion)

- Adrian Holmes (lieutenant Frank Pike)
- George Tchortov (Guillermo Barerra)
- Alex Kingston (Dinah Lance)

En éliminant un tueur à gages dont le nom était sur sa liste, Oliver découvre qu'une personne importante de la ville va être tuée. Il demande à Felicity de décrypter son téléphone portable pour obtenir le nom. Pendant ce temps, il vit sa vie en célébrant l'anniversaire de Tommy avec Laurel et McKenna, mais le père de Tommy s'invite à la soirée et lui demande de venir à une soirée où il sera récompensé par la ville.
Oliver arrache à la mafia chinoise une date et parvient au dernier moment à obtenir le nom : Malcolm Merlyn sera tué lors de cette soirée, où Tommy, réticent, se rendra finalement. Lors de l'événement, Oliver, sous le costume du justicier, parvient à repousser la mafia chinoise, mais Malcolm est touché par une des balles de Deadshot, qui a survécu et est maintenant équipé d'une lentille remplaçant son œil blessé par Oliver. Comme à son habitude, les balles de Deadshot sont empoisonnées, et Oliver doit convaincre Tommy de lui faire gagner du temps en lui faisant une transfusion sanguine, mais il doit pour cela enlever sa cagoule pour convaincre son ami. Malcolm est finalement sauvé mais le fait d'apprendre que Deadshot, l'assassin de son frère, est en vie effondre Diggle. L'événement rapproche Merlyn père et fils, qui parlent des deux années qui ont suivi la mort de la mère de Tommy et où son père a disparu en Inde. Pendant ce temps, la mère de Laurel revient à Starling City avec une découverte : Sara serait toujours en vie.
- Malcolm Merlyn mentionne « Nanda Parbat », une localisation de l'univers DC qui est apparu dans les histoires du Comics Deadman. Avant Arrow, Deadman était en développement comme un projet télévisé pour DC Comics, mais n'a jamais abouti.
- Geoff Johns et Glen Winter ont travaillé ensemble sur deux épisodes de Smallville (La Légion et L'Étoffe des héros).
- Il est fait référence à Blüdhaven, qui est le quartier général de Nightwing dans le comic du même nom.

### Épisode 17:L'Instinct de vengeance
- États-Unis /  Canada : 20 mars 2013 sur The CW / CTV
- Belgique : 20 octobre 2013 sur La Deux[31]
- Québec : 9 décembre 2013 sur Ztélé
- Suisse : 26 janvier 2014 sur RTS Un
- France : 
  - 14 février 2014 sur Canal+ Family
  - 26 novembre 2014 sur TF1

- États-Unis : 3,02 millions de téléspectateurs[72] (première diffusion)
- Canada : 1,57 million de téléspectateurs[73] (première diffusion)
- France : 1,88 million de téléspectateurs[74](deuxième diffusion)

- Steve Aoki (lui-même)
- Alex Kingston (Dinah Lance)
- Craig March (Gus Sabatoni)
- Valerie Tian (Morgan)

Alors qu'il prépare l'ouverture imminente de son club, Oliver apprend que Helena est de retour. Ils se retrouvent vite et Oliver découvre que le père de Helena pourrait bénéficier d'une amnistie par le FBI, chose qu'elle refuse, mais Oliver ne veut pas l'aider à le tuer. Helena le force cependant à la rejoindre en menaçant la vie de Tommy. Quand ils se lancent dans la traque du père de Helena, celle-ci tombe dans un piège et se fait capturer par la police, mais Oliver la libère et lui offre les moyens de quitter la ville. Elle refuse et tente une nouvelle fois de tuer son père en retrouvant la maison où il est détenu grâce à Felicity. Oliver la retrouve et la stoppe, mais elle s'enfuit non sans tirer sur McKenna qui intervenait comme policier. Les blessures de McKenna sont graves et nécessitent de longs soins qu'elle préfère passer loin de la ville, et elle rompt donc avec Oliver. Celui-ci est donc seul, et trouve du soutien chez Tommy, distant depuis qu'il a appris qu'Oliver était le justicier.
Pendant ce temps, Thea retrouve Roy, le voleur à la tire, et tente de l'aider mais il refuse. Thea est agressée quelques instants plus tard ; Roy la défend mais se fait poignarder. Alors qu'il se fait soigner, il s'avère avoir peur des aiguilles ; Thea décide alors de l'embrasser.
De son côté, l'inspecteur Lance retrouve sa femme et prend connaissance de sa théorie quant à la survie de leur fille Sara; après avoir refusé d'y croire, il consent à se pencher sur les preuves qu'elle a apportées.
- McKenna mentionne que sa sœur habite à Coast City : il s'agit de la ville natale du super-héros, Green Lantern / Hal Jordan.
- C'est la première fois qu'apparaît complètement la boîte de nuit Verdant.
- Pour la première fois, Helena est désignée par le nom qu'elle porte dans le comics : Huntress (Chasseresse).

### Épisode 18:Le Sauveur
- États-Unis /  Canada : 27 mars 2013 sur The CW / CTV
- Belgique : 27 octobre 2013 sur La Deux[31]
- Québec : 16 décembre 2013 sur Ztélé
- Suisse : 2 février 2014 sur RTS Un
- France : 
  - 21 février 2014 sur Canal+ Family
  - 27 novembre 2014 sur TF1

- États-Unis : 2,65 millions de téléspectateurs[75] (première diffusion)
- Canada : 1,32 million de téléspectateurs[76] (première diffusion)
- France : 1,20 million de téléspectateurs[74](deuxième diffusion)

- Alex Kingston (Dinah Lance)
- Peter Benson (Gavin Carnahan)
- Christopher Redman (le sauveur)
- Anna Van Hooft (Jenn)

Lors d'une de ses missions, Oliver est pris de vitesse par un autre justicier qui enlève sa cible avant de se filmer plus tard en train de la tuer. Lors du 2e enlèvement, Oliver fait tout pour retrouver la victime avant qu'elle ne soit tuée mais Felicity ne parvient pas à localiser précisément le signal et la cible, un avocat, meurt lui aussi en direct. La 3e victime n'est autre que Roy, le voleur que Thea fréquente désormais et qui se fait enlever sous ses yeux. Diggle comprend que le justicier utilise la ligne de métro désaffectée pour se déplacer et brouiller son signal. Oliver le rejoint et parvient à sauver Roy mais se voit contraint de tuer l'autre justicier.
De son côté, Laurel voit ses parents renouer autour de la quête de sa sœur Sara. Elle finit par les aider et retrouve la femme vue sur la photo de sa mère, qui n'est finalement pas la sœur de Laurel mais lui ressemble beaucoup. Plus tard, Dinah Lance avoue finalement pourquoi elle a fui le domicile : elle savait que sa fille partait avec Oliver sur le bateau et ne l'a pas retenue, et depuis, se sent coupable. Dinah repart donc, toujours persuadée que sa fille est en vie. La mère d'Oliver est elle aussi menacée quand Malcolm Merlyn est proche de retrouver celui qui a commandité sa mort. Elle lui livre donc son associé, assassiné par l'Archer Sombre sous ses yeux.
- Une autre connexion à Smallville est faite, puisque Drew Z. Greenberg et Wendy Mericle ont écrit des épisodes de cette série.
- Dinah Lance mentionne Central City et semble dire : « être là-bas en un flash ». Central City est la ville natale de Flash dans les DC Comics, où Dinah Drake Lance, le Black Canary, est apparue la première fois.

### Épisode 19:Travail inachevé
- États-Unis /  Canada : 3 avril 2013 sur The CW / CTV
- Belgique : 27 octobre 2013 sur La Deux[31]
- Québec : 6 janvier 2014 sur Ztélé
- Suisse : 16 février 2014 sur RTS Un
- France : 
  - 21 février 2014 sur Canal+ Family
  - 3 décembre 2014 sur TF1

- États-Unis : 2,92 millions de téléspectateurs[77] (première diffusion)
- Canada : 1,31 million de téléspectateurs[78] (première diffusion)
- France : 1,76 million de téléspectateurs[79](deuxième diffusion)

- Audrey Marie Anderson (Lyla)
- Darren Dolynski (Dr Webb)
- Seth Gabel (le Comte Vertigo)
- Nelson Leis (Slim)

Quand une jeune femme rencontre une mort violente en partant du Verdant, l'inspecteur Lance informe Oliver et Tommy qu'elle était sous l'emprise de la drogue Vertigo. Immédiatement, Oliver rend visite à l'institut psychiatrique où le Comte est enfermé, mais constate qu'il n'est pas dans les conditions adéquate pour échanger de la drogue. Toutefois, lorsque le Comte s'échappe et que Starling City est inondé par une drogue Vertigo encore plus violente, Oliver et Diggle se donnent pour mission de le traquer...
- Un des coscénaristes de l'épisode, Bryan Q. Miller, est l'auteur du comics Smallville saison onze. Il a été scénariste sur Smallville pour plusieurs saisons et a écrit beaucoup d'épisodes. Dans le monde des comics, il est salué pour son travail sur le comics Stéphanie Brown / Batgirl.
- Il est fait mention de G. R. A. U. S. (A.R.G.U.S.), une organisation dans l'Univers DC qui est apparu la première fois sous l'initiative New 52. Dans les comics, G. R. A. U. S. signifie Groupe de Recherche Avancé pour l'Union des Super-Humains. Le membre de G. R. A. U. S. le plus notable dans le comics est Steve Trevor.
- Le titre de l'épisode est une référence au passé commun d'Oliver et du Comte, mais Oliver l'utilise plus tard dans l'épisode lorsqu'il se réfère à Diggle et Floyd Lawton.
- Les coordonnées que Felicity donne à Oliver (47.6097°N, 122.3331°W) correspondent réellement à Seattle dans le Washington.

### Épisode 20:Effraction
- États-Unis /  Canada : 24 avril 2013 sur The CW / CTV
- Belgique : 3 novembre 2013 sur La Deux[31]
- Québec : 13 janvier 2014 sur Ztélé
- Suisse : 16 février 2014 sur RTS Un
- France : 
  - 28 février 2014 sur Canal+ Family
  - 4 décembre 2014 sur TF1

- États-Unis : 3,1 millions de téléspectateurs[80] (première diffusion)
- Canada : 1,42 million de téléspectateurs[81] (première diffusion)
- France : 1,1 million de téléspectateurs[79](deuxième diffusion)

- J. August Richards (M. Blank)
- Audrey Marie Anderson (Lyla Michaels)
- Al Sapienza (Edouard Rasmus)
- Callum Seagram Airlie (Taylor Moore)
- Jessica Harmon (Nancy Moore)
- Dan Quinn (Eric Moore)

- L'alias « Kesel » pourrait bien être une référence au scénariste / encreur de DC Comics Karl Kesel, qui avait une fameuse suite sur les comics Superboy et les aventures de Superman dans les années 1990 ainsi que pour Hawk and Dove. Ce scénariste a également écrit des histoires pour le comics Daredevil.
- Lyla Michaels utilise le pseudo « Harbinger ». DC Comics possède un personnage nommé Lyla Michaels qui est le personnage Harbinger enjambant les mondes.
- Le coscénariste Ben Sokolowski a twitté en direct pendant la diffusion de l'épisode dans la côte ouest, qu'il y avait une référence cachée quelque part.
- Cet épisode était le premier diffusé après le tournage de la première saison finalisé.
- La nuit précédente, Stephen Amell est apparu dans The Tonight Show with Jay Leno.
- Le commissaire fait référence aux Wonder Twins, des personnages du DC Universe : au moment où Thea vient chercher Roy Harper au poste de police, il dit : « Isn't the Wonder Twins ! ». La référence n'est pas maintenue en version française, puis qu'il est dit : « Ça alors, Bonnie rend visite à Clyde ! ».

### Épisode 21:Mensonges et manigances
- États-Unis /  Canada : 1er mai 2013 sur The CW / CTV
- Belgique : 3 novembre 2013 sur La Deux[31]
- Québec : 20 janvier 2014 sur Ztélé
- Suisse : 23 février 2014 sur RTS Un
- France : 
  - 28 février 2014 sur Canal+ Family
  - 10 décembre 2014 sur TF1

- États-Unis : 2,89 millions de téléspectateurs[82] (première diffusion)
- Canada : 916 000 téléspectateurs[83] (première diffusion)
- France : 1,84 million de téléspectateurs[84](deuxième diffusion)

- Ray Galletti (Dominic Alonzo)

En fouillant dans le pc portable d'un expert-comptable corrompu, Felicity découvre une transaction qui pourrait aider Oliver à trouver Walter. Pour confirmer la piste, Felicity se rend sur le terrain pour la première fois. Au même moment, Tommy stupéfie Laurel avec la vérité de leur séparation.
- Le dispositif pour niveler les Glades est appelé Dispositif Markov. Une nouvelle référence à Markov et son alter-ego, Geo-Force, qui à l'aide de ses pouvoirs peut manipuler la Terre.
- Il est fait mention du gala de bienfaisance de Ted Kord, super-héros aventurier connu pour avoir été Blue Beetle.
- Ray et Jean est probablement une référence à Ray Palmer / Atom et Jean Loring (en), la femme de Ray Palmer.
- Une nouvelle référence est faite à la ville de Nightwing, Blüdhaven.

### Épisode 22:Crépuscule
- États-Unis /  Canada : 8 mai 2013 sur The CW / CTV
- Belgique : 10 novembre 2013 sur La Deux[31]
- Québec : 27 janvier 2014 sur Ztélé
- Suisse : 23 février 2014 sur RTS Un
- France : 
  - 7 mars 2014 sur Canal+ Family
  - 11 décembre 2014 sur TF1

- États-Unis : 2,62 millions de téléspectateurs[85] (première diffusion)
- Canada : 1,034 million de téléspectateurs[86] (première diffusion)
- France : 1,13 million de téléspectateurs[84](deuxième diffusion)

- Eric Floyd (le docteur Brion Markov)
- Jarod Joseph (Alan Durand)

- Une nouvelle référence à Green Lantern est faite avec Air Ferris qui est connu pour être l'entreprise associée avec Hal Jordan et Carol Ferris dans Green Lantern.

- Avec cet épisode, la série réalise sa plus mauvaise audience de la saison[87].

### Épisode 23:Sacrifice
- États-Unis /  Canada : 15 mai 2013 sur The CW[88] / CTV
- Belgique : 10 novembre 2013 sur La Deux[31]
- Québec : 3 février 2014 sur Ztélé
- Suisse : 2 mars 2014 sur RTS Un
- France : 
  - 7 mars 2014 sur Canal+ Family
  - 11 décembre 2014 sur TF1

- États-Unis : 2,77 millions de téléspectateurs[89] (première diffusion)
- Canada : 1,28 million de téléspectateurs[90] (première diffusion)
- France : 748 000 téléspectateurs[84](deuxième diffusion)

- Le réalisateur David Barrett a déjà travaillé dans l’Univers DC. Il a réalisé dans la série Smallville l'épisode 5 de la quatrième saison, qui a introduit Bart Allen / Impulse ainsi que l'épisode 16 de cette même saison, qui a comme actrice invitée Peyton List dans le rôle de Lucy Lane (sœur cadette de Loïs).
- Une nouvelle fois, une référence au second Speedy et premier Speedy féminin, Mia Dearden, a été faite, lorsque Moira mentionne « Dearden », son deuxième prénom, qui est apparemment le même que celui de Thea.
- Par l'intermédiaire de la « Station Papp », une référence à l'un des cocréateurs de Green Arrow est faite, George Papp.

- Initialement, cet épisode devait s'intituler 52 Wells Street en version originale[1].
- Cet épisode a été diffusé le même soir que l'épisode final de la huitième saison de Supernatural, intitulé également Sacrifice.
- Cet épisode marque le départ de l'acteur Colin Donnell. Il réapparaîtra en tant que "Guest-Star"